# Jean Rotsart de Hertaing
Jean Rotsart de Hertaing (1935) was een Belgisch CVP-politicus. Hij was de laatste burgemeester van de zelfstandige Oost-Vlaamse gemeente Maldegem en de eerste burgemeester van de gelijknamige fusiegemeente.

## Politieke familie
Rotsart de Hertaing stamde uit een familie die bestuurlijk functies waarnam tijdens de Franse tijd en onder het Verenigd Koninkrijk der Nederlanden. Onder meer van de familie Pecsteen die ver voor de Belgische onafhankelijkheid openbare mandaten vervulde. Het was de familie Pecsteen die de heerlijkheid Reesinghe aankocht, tot heden nog altijd de residentie van de familie. Zijn oudvader Charles-Honoré Pecsteen was burgemeester van Maldegem van 1815 tot 1819.
Zijn grootvader Charles Rotsart de Hertaing en diens vader waren beiden lid van de Edele Confrérie van het Heilig Bloed te Brugge. Naast zijn grootvader was ook zijn vader Antoine Rotsart de Hertaing burgemeester van deze Meetjeslandse gemeente.
Jean Rotsart de Hertaing stelde zich de eerste keer kandidaat voor de gemeenteraadsverkiezingen in oktober 1970. De lijst werd getrokken door Marnix d'Anvers, waarbij Rotsart de Hertaing fungeerde als lijstduwer. Hij behaalde meer voorkeurstemmen dan de lijsttrekker en werd burgemeester, met een meerderheid van 7 op de 15 zetels. In 1994 nam hij de laatste maal deel aan de verkiezingen. Rotsart de Hertaing voerde de CVP-lijst aan, maar behaalde minder voorkeurstemmen dan de ACW-kandidaat Johan De Roo. Rotsart werd burgemeester maar verzaakte aan zijn mandaat in 1998 ten voordele van Johan De Roo.